# Kirtinagar
Kirtinagar là một thị xã và là một nagar panchayat của quận Tehri Garhwal thuộc bang Uttaranchal, Ấn Độ.

## Nhân khẩu
Theo điều tra dân số năm 2001 của Ấn Độ, Kirtinagar có dân số 1040 người. Phái nam chiếm 57% tổng số dân và phái nữ chiếm 43%. Kirtinagar có tỷ lệ 76% biết đọc biết viết, cao hơn tỷ lệ trung bình toàn quốc là 59,5%: tỷ lệ cho phái nam là 80%, và tỷ lệ cho phái nữ là 70%. Tại Kirtinagar, 11% dân số nhỏ hơn 6 tuổi.